# Бизмарково море
Бизмарково море је дио Пацифика између Бизмарковог архипелага и Нове Гвинеје. Названо је у част њемачког канцелара Бизмарка.
У Другом свјетском рату, поприште је многих битака између савезника и Јапана.